# Moby Otta
Die Moby Otta ist eine Fähre der italienischen Moby Lines, die 1976 als Tor Scandinavia für die Tor Line in Dienst gestellt wurde und seit Mai 2007 für ihren jetzigen Betreiber fährt. Sie ist auf der Strecke von Genua nach Olbia im Einsatz.

## Geschichte

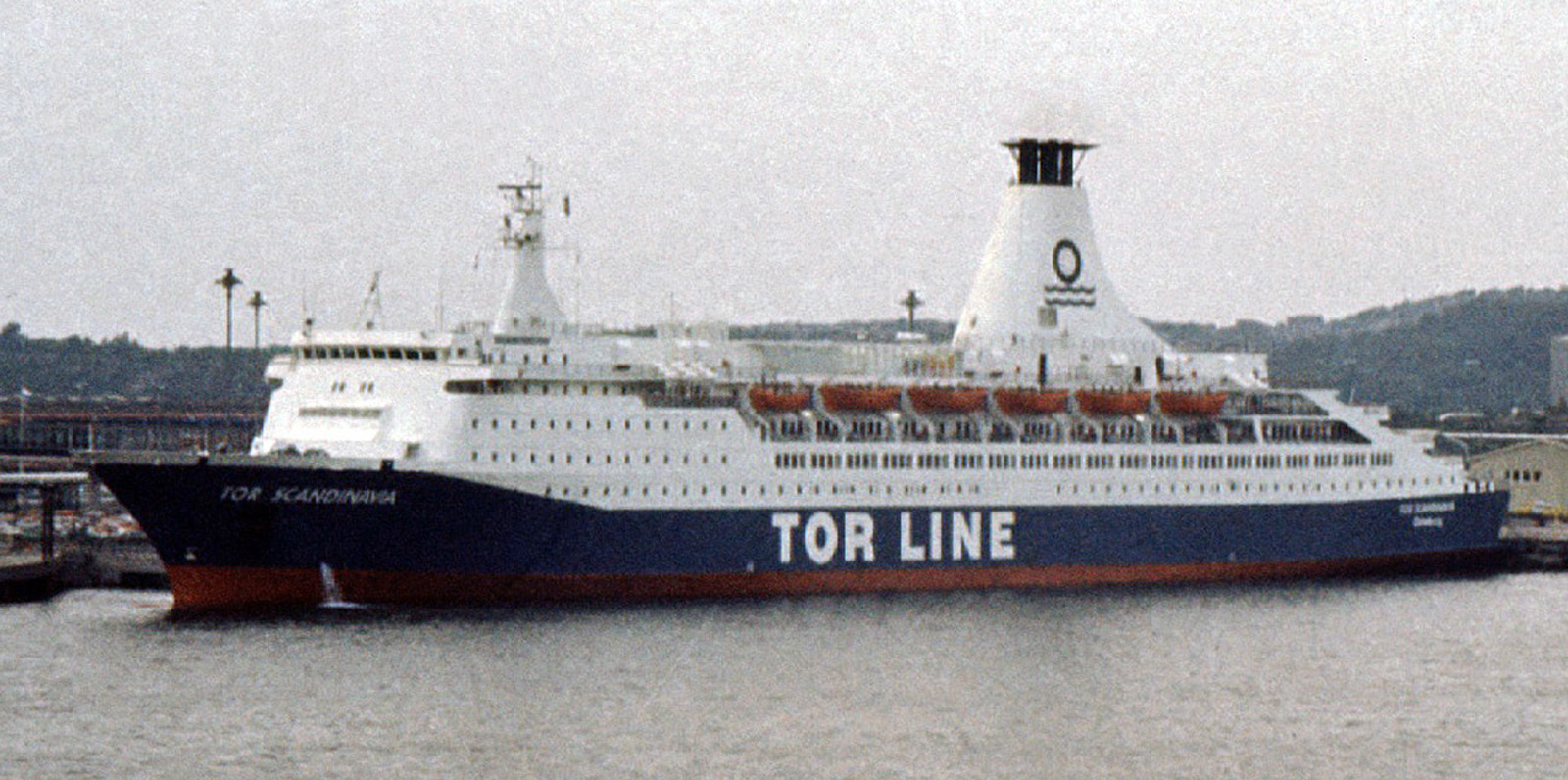
Tor Scandinavia nach ihrer Indienststellung

Das Schiff wurde am 2. April 1975 unter der Baunummer 608 in den Flender-Werken in Lübeck als Tor Scandinavia auf Kiel gelegt und lief am 4. November 1975 vom Stapel. Nach seiner Übernahme durch die Tor Line am 12. April 1976 wurde das Schiff am 15. April auf der Strecke von Göteborg nach Amsterdam sowie von Göteborg nach Felixstowe in Dienst gestellt.

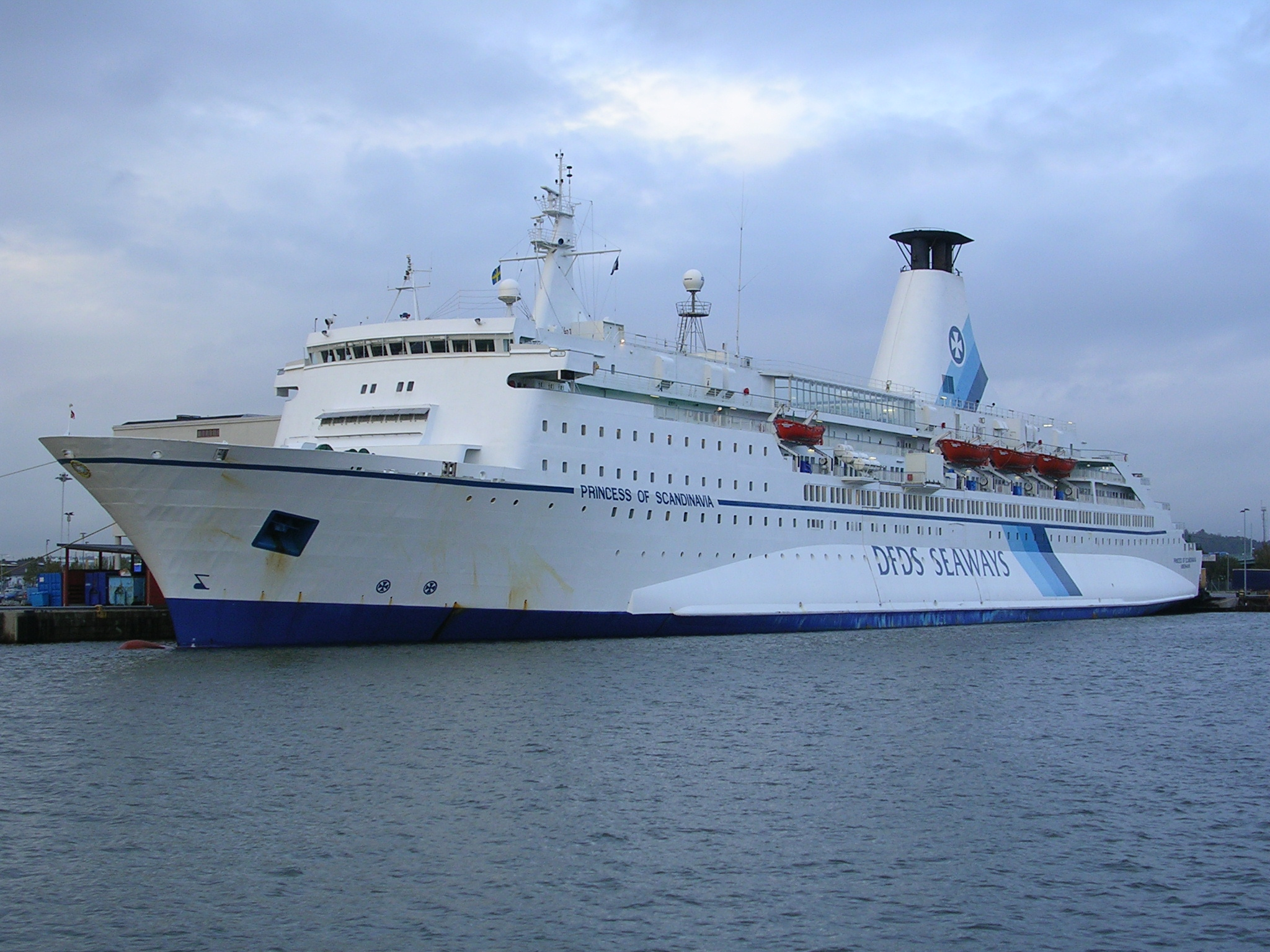
Als Princess of Scandinavia in Göteborg, Oktober 2006

Ab Dezember 1981 gehörte die Tor Scandinavia der Det Forenede Dampskibs-Selskab. Von Oktober 1982 bis Februar 1983 wurde sie im Rahmen der Weltausstellung in Amsterdam als Hotelschiff unter dem Namen World Wide Expo genutzt. Anschließend kehrte das Schiff unter seinem alten Namen in den Dienst zurück.
Während ihrer Dienstzeit für die Det Forenede Dampskibs-Selskab wurde die Tor Scandinavia auf verschiedenen Strecken eingesetzt und auch mehrfach von der NATO für einzelne Fahrten gechartert. Von Januar bis März 1991 lag das Schiff für Umbauarbeiten in der Werft von Blohm & Voss in Hamburg und erhielt den Namen Princess of Scandinavia. Eine offizielle Taufzeremonie fand am 16. März in Göteborg statt. Anschließend nahm das Schiff wieder den Dienst von Göteborg nach Amsterdam und von Harwich nach Esbjerg auf.
In den folgenden Jahren war die Princess of Scandinavia überwiegend zwischen Göteborg und Harwich im Einsatz, bediente jedoch auch andere Routen. Während Modernisierungsarbeiten in Kristiansand verrutschte das Schiff im Juni 1994 im Trockendock und bekam Schlagseite, wurde jedoch nur leicht beschädigt. Im Mai 2002 beschädigte ein Brand Teile des Autodecks.
Im November 2006 übernahm die italienische Moby Lines das mittlerweile 30 Jahre alte Schiff und stellte es nach Umbauarbeiten im Mai 2007 als Moby Otta auf der Strecke von Genua nach Porto Torres in Dienst. Es ergänzt dort sein als Tor Britannia gebautes Schwesterschiff Moby Drea, das bereits 2003 zur Reederei wechselte. Momentan bedient die Moby Otta die Strecke von Genua nach Olbia.